# Cerkiew św. Michała Archanioła w Príkrze
Cerkiew św. Michała Archanioła w Príkrze – drewniana greckokatolicka cerkiew filialna zbudowana w 1777 w Príkrze.
Od 1968 posiada status Narodowego Zabytku Kultury.

## Historia obiektu
Cerkiew zbudowano w 1777 roku całkowicie z drewna. W latach 30. XX wieku przesunięto ją o kilkadziesiąt metrów w obecne miejsce. Remontowana w 1903, 1946–47, latach 70. i w 2001–02 (wymiana gontu).

## Architektura i wyposażenie
To budowla łemkowska o trójdzielnej konstrukcji. W bryle świątyni można wyróżnić zrębowe, kwadratowe prezbiterium i nawę oraz słupową wieżę otoczoną zachatą. Prezbiterium zamknięte prostokątnie. Nie ma jednak oddzielnego babińca. Prezbiterium i nawa nakryte są kopułami namiotowymi. Na szczytach gontowych dachów znajdują się cebulaste chełmy zwieńczone kutymi krzyżami. Ściany świątyni pokryte są deskowym szalunkiem. W nawie okno bliźniacze dekorowane rzeźbionym ornamentem oślego grzbietu.

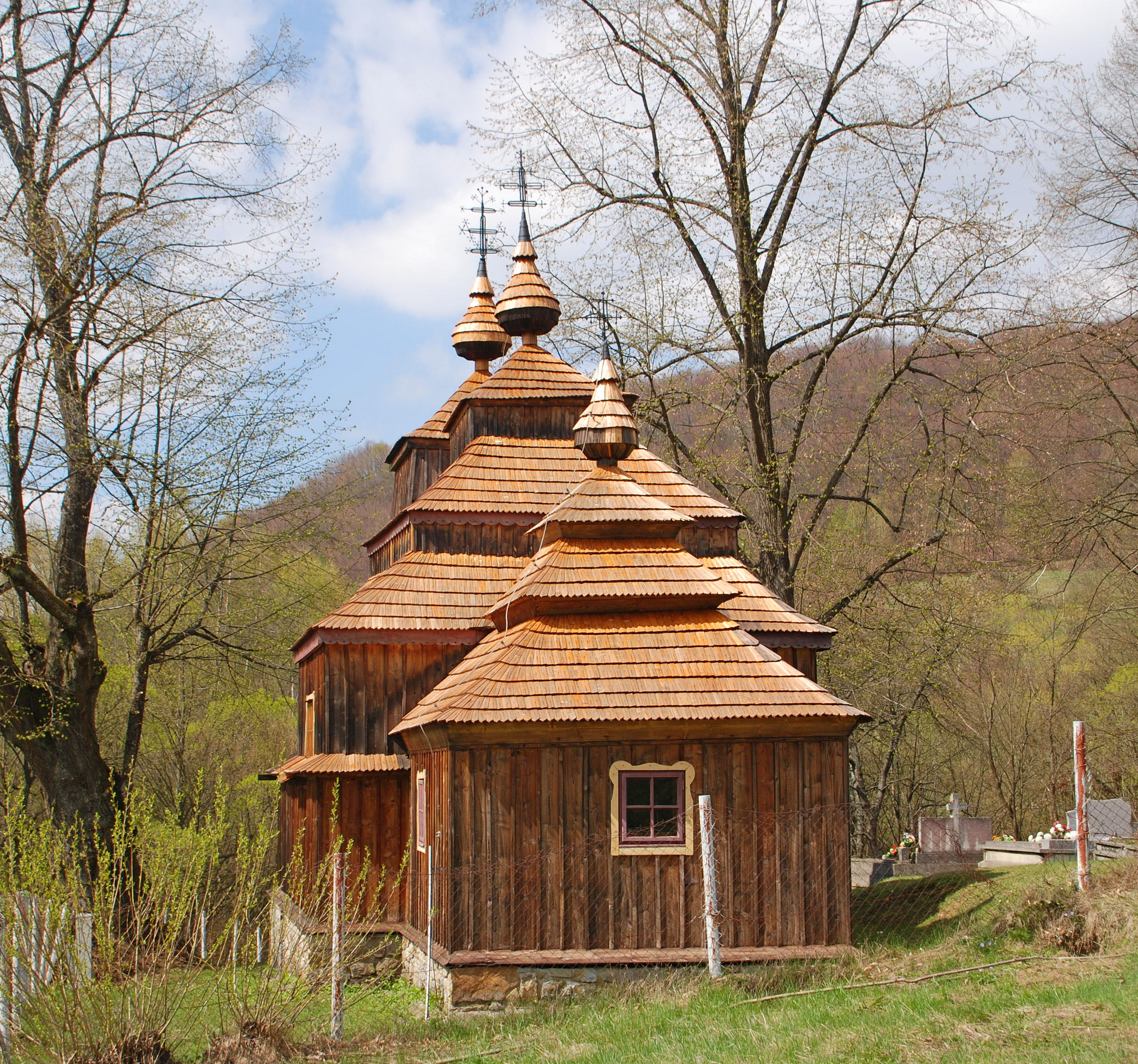
Widok od strony prezbiterium
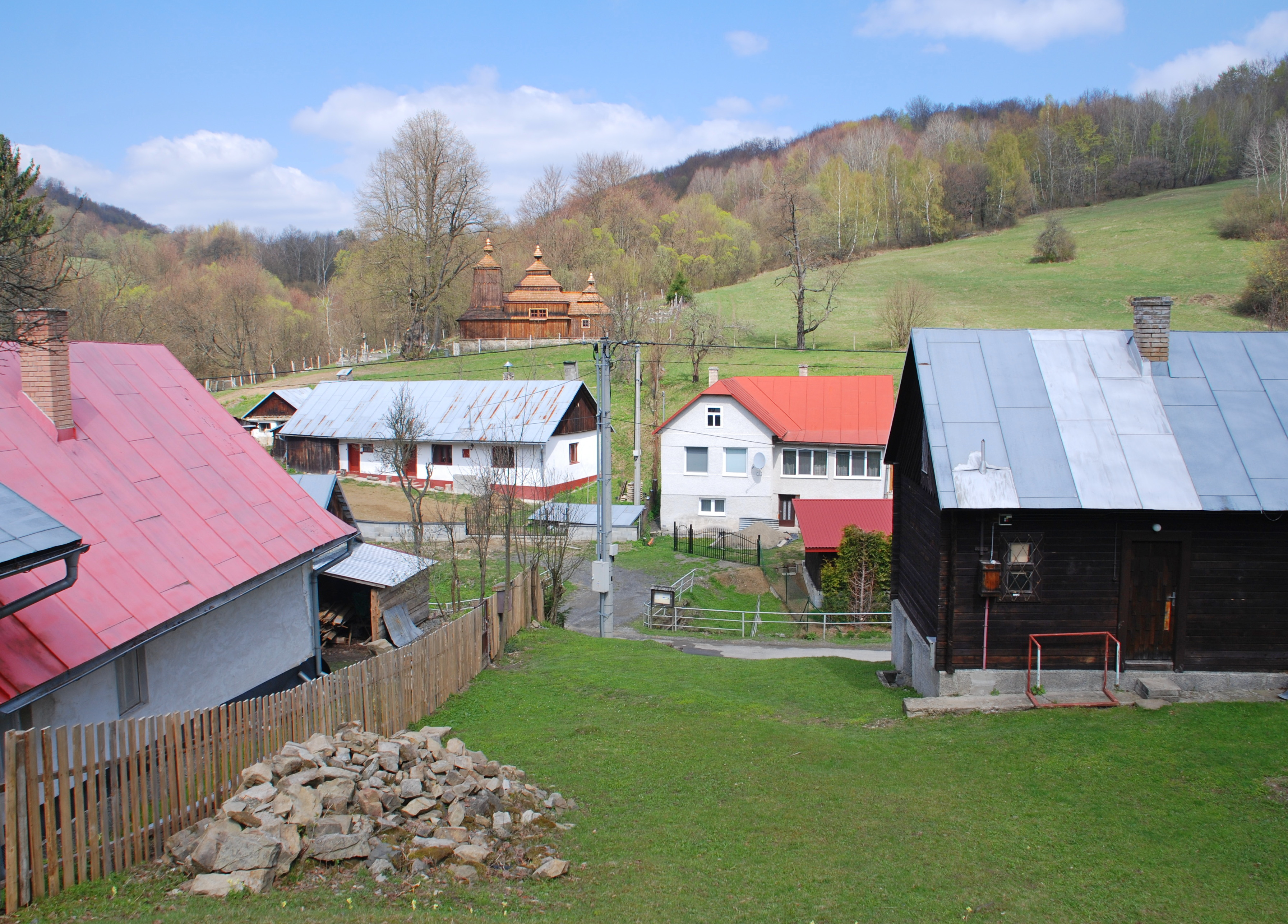
Widok ogólny
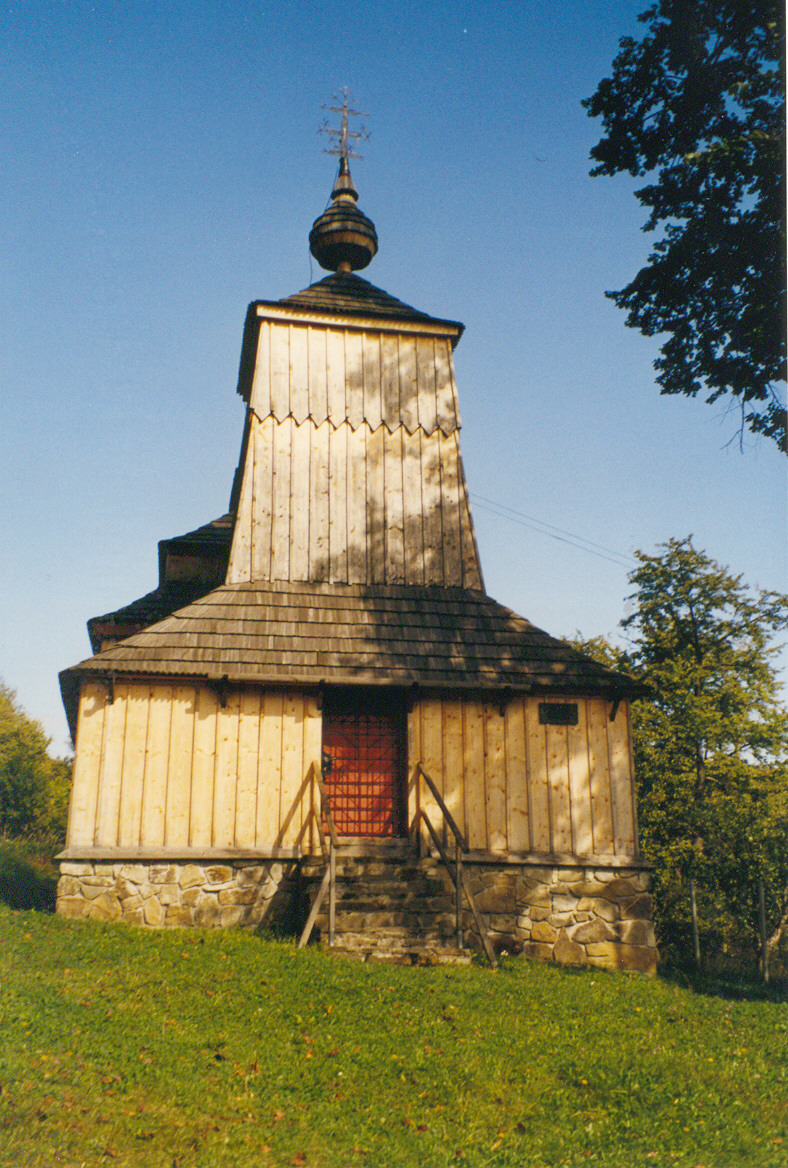
Elewacja frontowa

Wewnątrz nawa i prezbiterium nakryte kopułami namiotowymi. W skład cennego wyposażenia świątyni wchodzą:
- barokowy ołtarz główny z XVIII wieku z ikoną Ukrzyżowania;
- barokowy ikonostas z XVIII wieku;
- na ścianach nawy ikony z XVI i XVII m.in. św. Mikołaja, św. Michała Archanioła;
- w prezbiterium Mandylion.